# Pontevedra Club de Fútbol "B"
El Pontevedra Club de Fútbol "B" es el equipo filial del Pontevedra Club de Fútbol, ubicado en la ciudad de Pontevedra, Galicia. Fundado en 1965 bajo el nombre de Atlético Pontevedrés Club de Fútbol, el equipo cambió su denominación a la actual en 1995. Actualmente compite en Preferente Galicia, siendo un importante escalón en la formación de jugadores que aspiran a llegar al primer equipo.

## Historia
Fundado en 1965 como Atlético Pontevedrés Club de Fútbol, el equipo nació para servir de cantera y apoyo al Pontevedra Club de Fútbol. En sus primeros años, el filial alcanzó la tercera división, la cual disputó por primera vez en la temporada 1967-68. En la década de 1970, el equipo compitió principalmente en la Preferente Galicia, logrando algunos ascensos y descensos entre Tercera y Preferente. 
En 1995, el club cambió su nombre al actual Pontevedra Club de Fútbol B. Este cambio representó una consolidación del proyecto de cantera del Pontevedra CF, reafirmando la importancia del filial como un trampolín hacia el primer equipo.

## Estadio
El Pontevedra B disputa sus partidos como local en el campo de fútbol A Xunqueira, con capacidad para 1.000 personas. El estadio es conocido por su ambiente cercano y por su apoyo a los jóvenes talentos locales.

## Datos del club
- Temporadas en 2.ª: 0
- Temporadas en 2ªB: 0
- Temporadas en 3.ª: 7
- Mejor puesto en la liga: 6.º (3.ª, temporadas 1967/68 y 1968/69)

## Palmarés
- Preferente Galicia (2): 1966-67, 2006-07

## Historial por temporadas
| Temporada | Nivel | Categoría    | Posición |
| --------- | ----- | ------------ | -------- |
| 1965/66   | 4     | Serie A      | 3.º      |
| 1966/67   | 4     | Serie A      | 1.º      |
| 1967/68   | 3     | 3.ª          | 6.º      |
| 1968/69   | 3     | 3.ª          | 6.º      |
| 1969/70   | 3     | 3.ª          | 15.º     |
| 1970/71   | 4     | Serie A      | 16.º     |
| 1971/72   | 4     | Serie A      | 9.º      |
| 1972/73   | 4     | Serie A      | 15.º     |
| 1973/74   | 4     | Serie A      | 17.º     |
| 1974/75   | 4     | Serie A      | 20.º     |
| 1975/76   | 5     | 1.ª Regional | ?        |
| 1976/77   | 5     | 1.ª Regional | ?        |
| 1977/78   | 5     | Serie A      | 13.º     |
| 1978/79   | 5     | Preferente   | 7.º      |
| 1979/80   | 5     | Preferente   | 18.º     |
| 1980/81   | 5     | Preferente   | 18.º     |
| 1981/82   | 5     | Preferente   | 17.º     |
| 1982/83   | 5     | Preferente   | 4.º      |
| 1983/84   | 5     | Preferente   | 13.º     |
| 1984/85   | 5     | Preferente   | 17.º     |

| Temporada | Nivel | Categoría    | Puesto |
| --------- | ----- | ------------ | ------ |
| 1985/86   | 5     | Preferente   | 2.º    |
| 1986/87   | 5     | Preferente   | 11.º   |
| 1987/88   | 5     | Preferente   | 3.º    |
| 1988/89   | 5     | Preferente   | 13.º   |
| 1989/90   | 5     | Preferente   | 16.º   |
| 1990/91   | 6     | 1.ª Regional | 8.º    |
| 1991/92   | 6     | 1.ª Regional | 3.º    |
| 1992/93   | 6     | 1.ª Regional | 4.º    |
| 1993/94   | 6     | 1.ª Regional | 2.º    |
| 1994/95   | 5     | Preferente   | 7.º    |
| 1995/96   | 5     | Preferente   | 11.º   |
| 1996/97   | 5     | Preferente   | 7.º    |
| 1997/98   | 5     | Preferente   | 12.º   |
| 1998/99   | 5     | Preferente   | 5.º    |
| 1999/00   | 5     | Preferente   | 6.º    |
| 2000/01   | 5     | Preferente   | 17.º   |
| 2001/02   | 6     | 1.ª Regional | 6.º    |
| 2002/03   | 6     | 1.ª Regional | 10.º   |
| 2003/04   | 6     | 1.ª Regional | 6.º    |
| 2004/05   | 6     | 1.ª Regional | 4.º    |

| Temporada | Nivel | Categoría          | Puesto |
| --------- | ----- | ------------------ | ------ |
| 2005/06   | 6     | 1.ª Regional       | 1.º    |
| 2006/07   | 5     | Preferente         | 1.º    |
| 2007/08   | 4     | 3.ª                | 17.º   |
| 2008/09   | 4     | 3.ª                | 17.º   |
| 2009/10   | 4     | 3.ª                | 15.º   |
| 2010/11   | 4     | 3.ª                | 16.º   |
| 2011/12   | 5     | Preferente         | 13.º   |
| 2012/13   | 5     | Preferente         | 13.º   |
| 2013/14   | 5     | Preferente         | 8.º    |
| 2014/15   | 5     | Preferente         | 20.º   |
| 2015/16   | 6     | 1.ª Autonómica     | 13.º   |
| 2016/17   | 6     | 1.ª Galicia        | 13.º   |
| 2017/18   | 6     | 1.ª Galicia        | 12.º   |
| 2018/19   | 6     | 1.ª Galicia        | 2.º    |
| 2019/20   | 5     | Preferente         | 10.º   |
| 2020/21   | 5     | Preferente         | 3.º    |
| 2021/22   | 5     | Preferente         | 3.º    |
| 2022/23   | 5     | Preferente         | 2.º    |
| 2023/24   | 3     | Tercera Federación | 17.º   |
| 2024/25   | 5     | Preferente         |        |